# 882 Swetlana
A 882 Swetlana (ideiglenes jelöléssel 1917 CM) a Naprendszer kisbolygóövében található aszteroida. Grigorij Neujmin fedezte fel 1917. augusztus 15-én.